# コスプレックス (アイドル)
コスプレックスは、1997年に東芝EMIからシングルをリリースした女性アイドルグループである。キャッチコピーは3.5次元のガールフレンド。
なお、アダルトビデオメーカー・桃太郎から発売されている同名のシリーズとは、当然のごとく無関係である。

## メンバー
- コスプレックス1号・小林有子（こばやし ゆうこ、6月5日生まれ）
- コスプレックス2号・平地レイ（ひらち れい、9月4日生まれ）
- コスプレックス3号・川崎ヒヂリ（かわさき ひぢり、12月16日生まれ）

## ディスコグラフィー

### シングル
- GO! GO! コスプレ／アニメ・ユーロミックス（1997年7月16日）

（M1）ユーロ・アニメドレー
1. 残酷な天使のテーゼ（「新世紀エヴァンゲリオン」より） 〜YOU GET TO BURNING（「機動戦艦ナデシコ」より） 〜年中夢中"I Want You"（「クレヨンしんちゃん」より） 〜WHITE REFLECTION（「新機動戦記ガンダムW」より） 〜セーラースターソング（「美少女戦士セーラームーン」より）

（M2）ユーロ・アニメドレー／Radio Edit Version
（M3）ユーロ・アニメドレー／Original Karaoke